# Igrejas domésticas

Projeção isométrica da igreja doméstica de Dura Europo, na Síria

Igrejas domésticas são locais de culto  cristãos dispostos em casas.

## Origens
Na igreja primitiva, por causa da perseguição aos cristãos no Império Romano, o uso de residências como local de culto é usual, como visto nas epístolas de Paulo de Tarso, como a casa da família de Narciso (Romanos 16:11) ou a casa de Priscila e Áquila (Romanos 16:5; I Coríntios 16:19), no Aventino, onde está hoje a igreja de Prisca. Este foi o caso até a legalização do cristianismo pelos imperadores  Constantino I e Licínio em abril de 313 com o Edito de Milão.
Durante o século III, as igrejas domésticas eram a principal forma de organização da nascente igreja cristã. Algumas delas foram doadas à Igreja pelos proprietários e ficaram conhecidas como tituli, um termo que está na origem dos modernos títulos cardinalícios. No século IV, já eram vinte e cinco e a eles provavelmente se juntavam outras muitas igrejas domésticas privadas.
De acordo com Atos dos Apóstolos, a primeira igreja em Jerusalém consistia em reuniões em casas e ao ar livre no local do templo judaico (Atos 2:46). Quando a igreja se espalhou por outras partes do Império Romano, as pessoas continuaram a reunir-se nas casas (Atos 16:40, 20:20). O Novo Testamento não diz nada sobre os edifícios das igrejas; por outro lado, as congregações eram realizadas em casas com esse propósito (1Co 16:19, Col 4:15).
Outras fontes históricas também não mencionam nada sobre edifícios de igrejas até o século IV, depois que o imperador Constantino legalizou o cristianismo.Uma das igrejas escavadas mais antigas que os arqueólogos encontraram é a igreja doméstica de Dura Europo, na Síria. O piso inferior da casa tinha um pequeno baptistério e uma sala de reuniões com motivos cristãos pintados nas paredes, enquanto no piso superior vivia uma família.

## História
Durante os séculos 20 e 21, em alguns países do mundo que aplicam a xaria ou o comunismo, as aprovações governamentais são complexas.  Por causa da perseguição aos cristãos, as igrejas domésticas evangélicas desenvolveram.  Por exemplo, existem movimentos evangélicos de igrejas domésticas chinesas.  As reuniões acontecem em casas particulares, em segredo e em "ilegalidade". 